# Runserydssjön
Runserydssjön är en sjö i Nässjö kommun i Småland och ingår i Motala ströms huvudavrinningsområde. Sjön har en area på 0,0667 kvadratkilometer och ligger 278 meter över havet. Sjön avvattnas av vattendraget Lillån.

## Delavrinningsområde
Runserydssjön ingår i det delavrinningsområde (640718-141814) som SMHI kallar för Mynnar i Motala Ström. Medelhöjden är 269 meter över havet och ytan är 55,43 kvadratkilometer. Det finns inga delavrinningsområden uppströms utan avrinningsområdet är högsta punkten. Lillån som avvattnar avrinningsområdet har biflödesordning 2, vilket innebär att vattnet flödar genom totalt 2 vattendrag innan det når havet efter 236 kilometer. Delavrinningsområdet består mestadels av skog (50 procent), öppen mark (15 procent) och jordbruk (27 procent). Avrinningsområdet har 0,34 kvadratkilometer vattenytor vilket ger det en sjöprocent på 0,6 procent. Bebyggelsen i området täcker en yta av 1,83 kvadratkilometer eller 3 procent av avrinningsområdet.